# Miconia howardiana
Miconia howardiana är en tvåhjärtbladig växtart som beskrevs av Judd, Salzman och James Dan Skean. Miconia howardiana ingår i släktet Miconia och familjen Melastomataceae. Inga underarter finns listade i Catalogue of Life.